# Pogórze Gubałowskie
Das Gubałówka-Gebirge (polnisch: Pogórze Gubałowskie) ist ein Gebirge in der polnischen Woiwodschaft Kleinpolen im Kreis Powiat Tatrzański und den Gemeinden Zakopane, Kościelisko, Poronin, Biały Dunajec, Czarny Dunajec und Szaflary. Es liegt in der historischen Region Podhale.

## Lage
Das Gebirge liegt nördlich der Westtatra (Grenze ist der Graben Rów Podtatrzański), südlich des Kessels Kotlina Nowotarska, westlich des Pogórze Bukowińskie (Grenze ist der Gebirgsfluss Biały Dunajec) und östlich der Pogórze Skoruszyńskie, konkret seines östlichen Teils Orawicko-Witowskie Wierchy (Grenze ist der Gebirgsfluss Czarny Dunajec), im Gebirgszug des Pogórze Spisko-Gubałowskie. Es hat den Charakter eines Mittelgebirges. Die höchste Erhebung stellt mit 1182 m. ü.N.N. die Palenica Kościeliska dar.

## Tourismus
Das Pogórze Gubałowskie ist sehr dicht besiedelt und für den Tourismus erschlossen. Hier liegen die Skiorte Zakopane, Kościelisko und Poronin mit den Skigebieten:
- Skigebiet Witów-Ski
- Skigebiet Butorowy Wierch
- Skigebiet Suche
- Skigebiet Gubałówka
- Skigebiet Polana Szymoszkowa
- Skigebiet Harenda

sowie Thermalbäder in Zakopane und Chochołów:
- Terma Polana Szymoszkowa
- Termy Chochołowskie

## Panorama

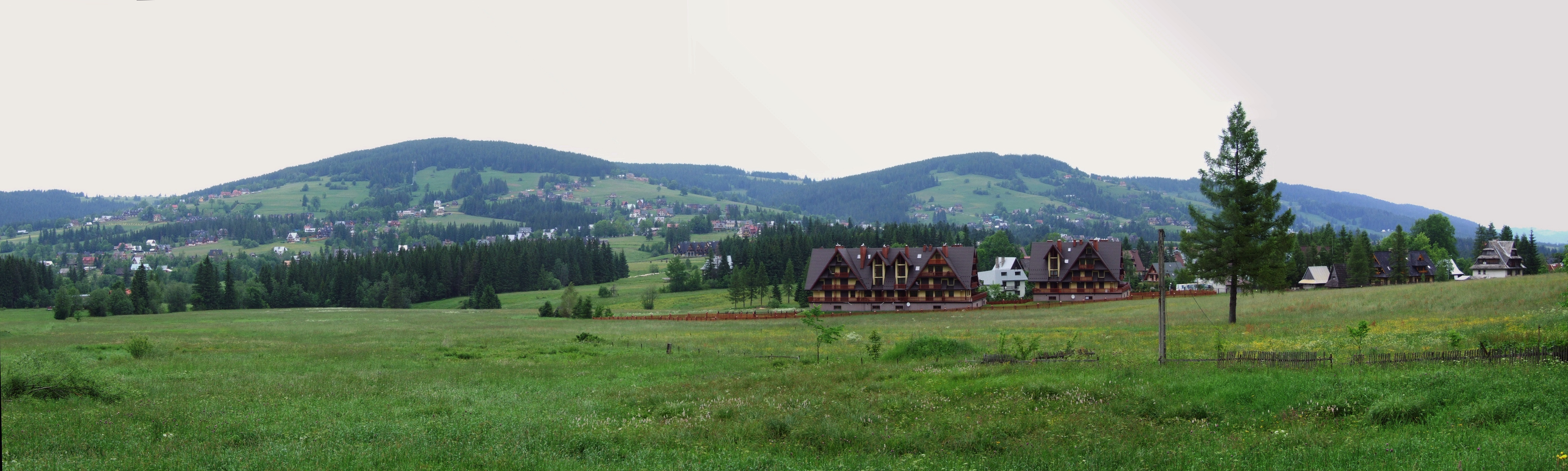
Blick von Kościelisko auf das Pogórze Gubałowskie

## Nachweise
- Witold Henryk Paryski, Zofia Radwańska-Paryska, Wielka encyklopedia tatrzańska, 2004, Wydawnictwo Górskie, Poronin, isbn=83-7104-009-1